# České Petrovice
České Petrovice (německy Böhmisch Petersdorf) jsou obec v okrese Ústí nad Orlicí v Pardubickém kraji. Nachází se v jižní části Orlických hor při hranici s Polskem, asi dvanáct kilometrů severovýchodně od města Žamberk. Žije zde 152 obyvatel. České Petrovice jsou součástí dobrovolného svazku obcí Orlicko se sídlem v Žamberku.

## Geografie
Území obce České Petrovice se rozkládá převážně podél potoka Orličky v nadmořské výšce 611 až 765 metrů. Hranice katastrálního území české obce, které má celkovou rozlohu 629 ha, jsou na severovýchodě až téměř po vrch Kamyk nedaleko hraničního přechodu Mladkov-Petrovičky/Kamienczyk společné s hranicemi polské gminy Mezilesí (Międzylesie). Na severu katastr Českých Petrovic nepatrně zasahuje na území nejjižnějšího výběžku Chráněné krajinné oblasti Orlické hory, v němž leží přírodní rezervace Zemská brána.

## Historie

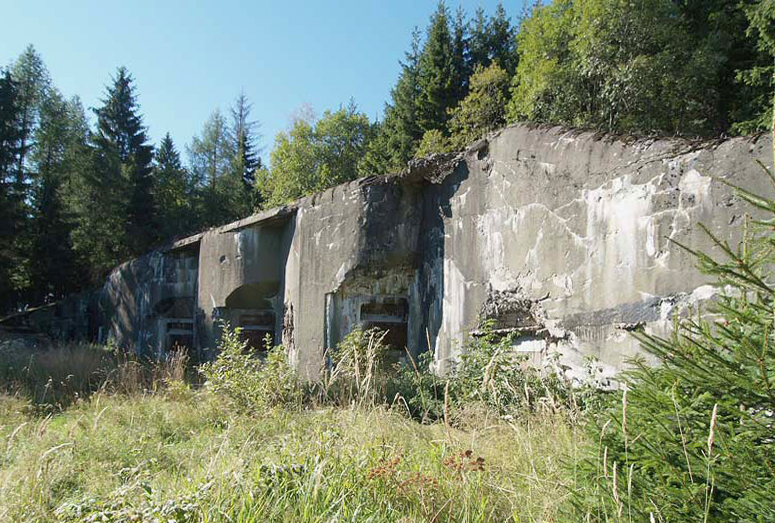
Dělostřelecký srub K-S 43 Veverka z roku 1938, součást tvrze Adam

Přesné datum založení obce není známo. V Historickém lexikonu obcí ČR se uvádí, že první písemná zmínka o Českých Petrovicích pochází z roku 1601.
Podle záznamů, uváděných na oficiálních stránkách obce, je však nejstarší nalezená písemná zmínka o Českých Petrovicích již z roku 1557. Dále jsou pak České Petrovice zmíněny v roce 1568, kdy se hrad Kyšperk u Letohradu znovu stal centrem samostatného panství. Další zmínka o Českých Petrovicíchi je z 19. března 1601, kdy Adam z Valdštejna prodal Kyšperské panství Georgu Stutenbergovi.
Podle daňového výpisu z roku 1654 bylo v Českých Petrovicích v polovině 17. století osmnáct větších sedláků, tj. majitelů gruntů, malých rolníků zde žilo devět a ostatních chalupníků asi třicet. Ve 30. letech 18. století byl v obci vybudován kostel sv. Petra a Pavla.

## Obyvatelstvo
| Rok            | 1869 | 1880 | 1890 | 1900 | 1910 | 1921 | 1930 | 1950 | 1961 | 1970 | 1980 | 1991 | 2001 | 2011 | 2021 |
| -------------- | ---- | ---- | ---- | ---- | ---- | ---- | ---- | ---- | ---- | ---- | ---- | ---- | ---- | ---- | ---- |
| Počet obyvatel | 869  | 882  | 876  | 657  | 531  | 467  | 443  | 179  | 208  | 174  | 172  | 159  | 148  | 145  | 152  |
| Počet domů     | 156  | 158  | 154  | 151  | 148  | 143  | 140  | 90   | 52   | 39   | 37   | 76   | 83   | 89   | 92   |

## Obecní správa
Mezi lety 1869–1988 České Petrovice byly obcí v okrese Žamberk (1869–1950) a později v okrese Ústí nad Orlicí. Od 1. ledna 1989 do 28. února 1990 patřily jako část obce ke Klášterci nad Orlicí a od 1. března 1990 jsou opět samostatnou obcí.

### Obecní symboly
Znak a vlajka byly obci uděleny rozhodnutím předsedy Poslanecké sněmovny Parlamentu České republiky dne 25. března 2005.

## Pamětihodnosti
- Barokní kostel sv. Petra a Pavla z let 1732–1734 se dvěma kůry
- Vrch Adam (765 m n. m.) s řadou objektů pohraničního opevnění a kaplí Nanebevzetí Panny Marie
- Dělostřelecká tvrz Adam na stejnojmenném vrchu
- Sousoší Loučení Krista s Pannou Marií
- Sousoší Kalvárie před kostelem
- Sloup se sousoším Nejsvětější Trojice a svaté Rodiny u čp. 93
- Rozhledna Amálka na vrchu Adam

## Galerie

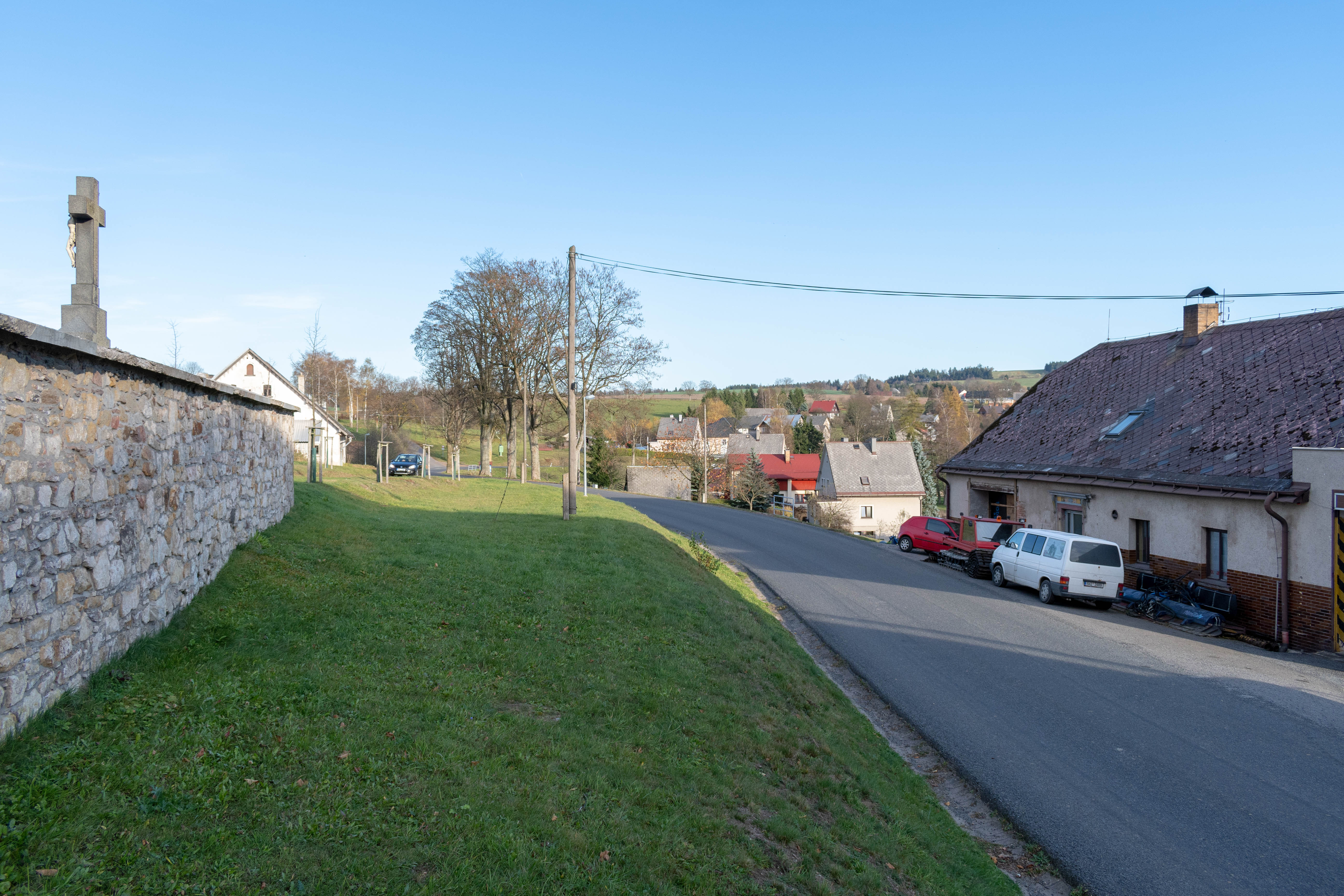
Domy u kostela
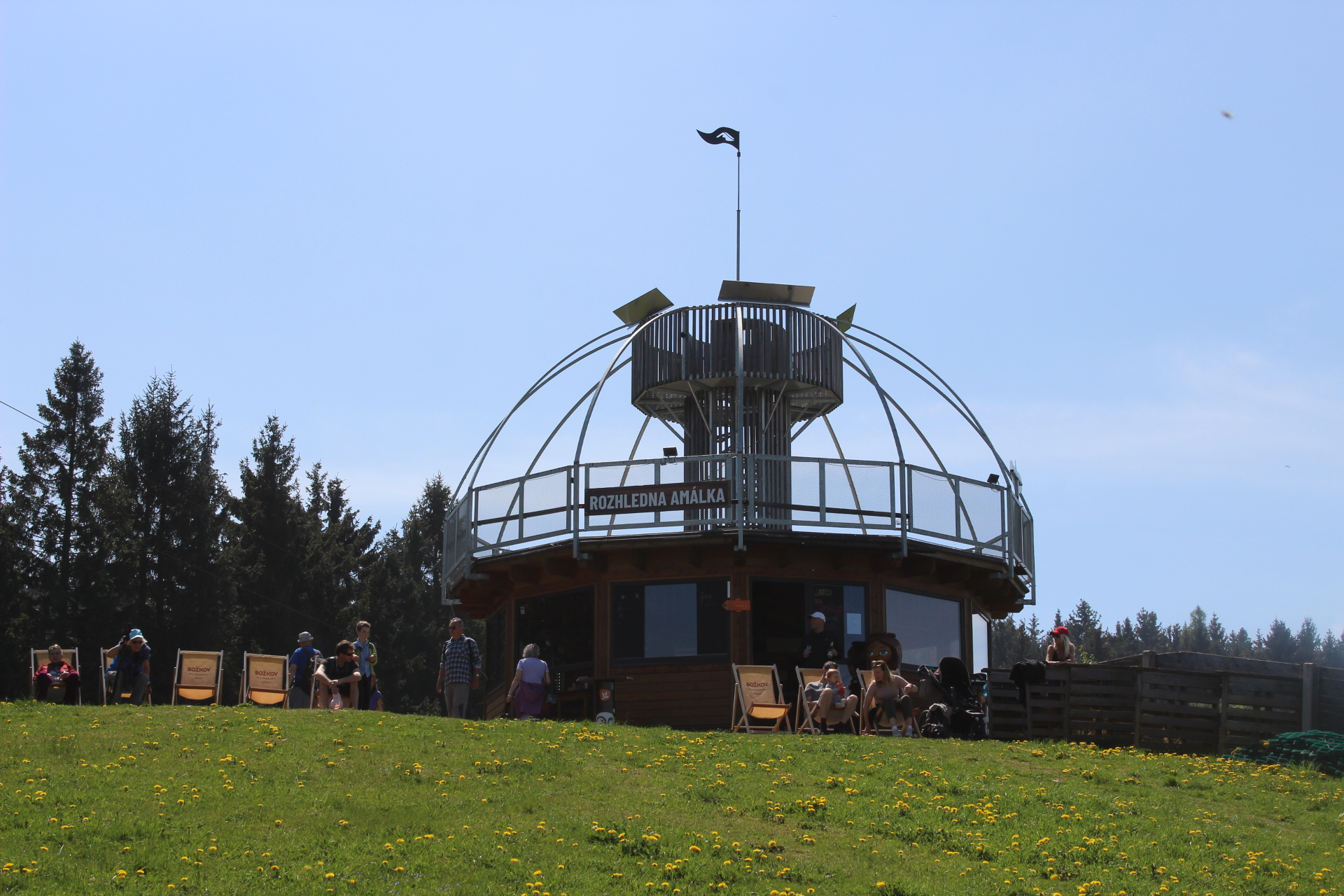
Rozhledna Amálka na vrchu Adam
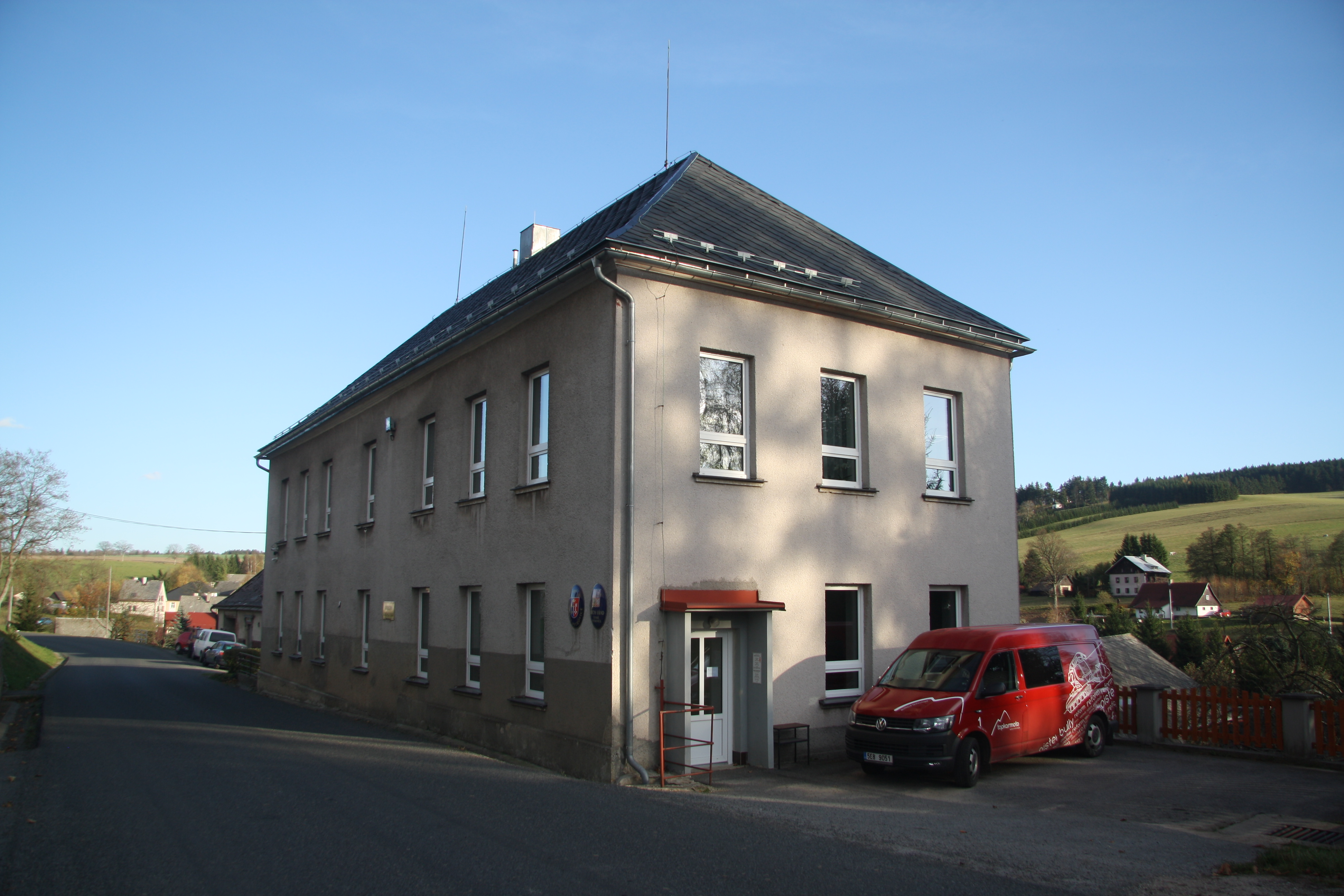
Obecní úřad
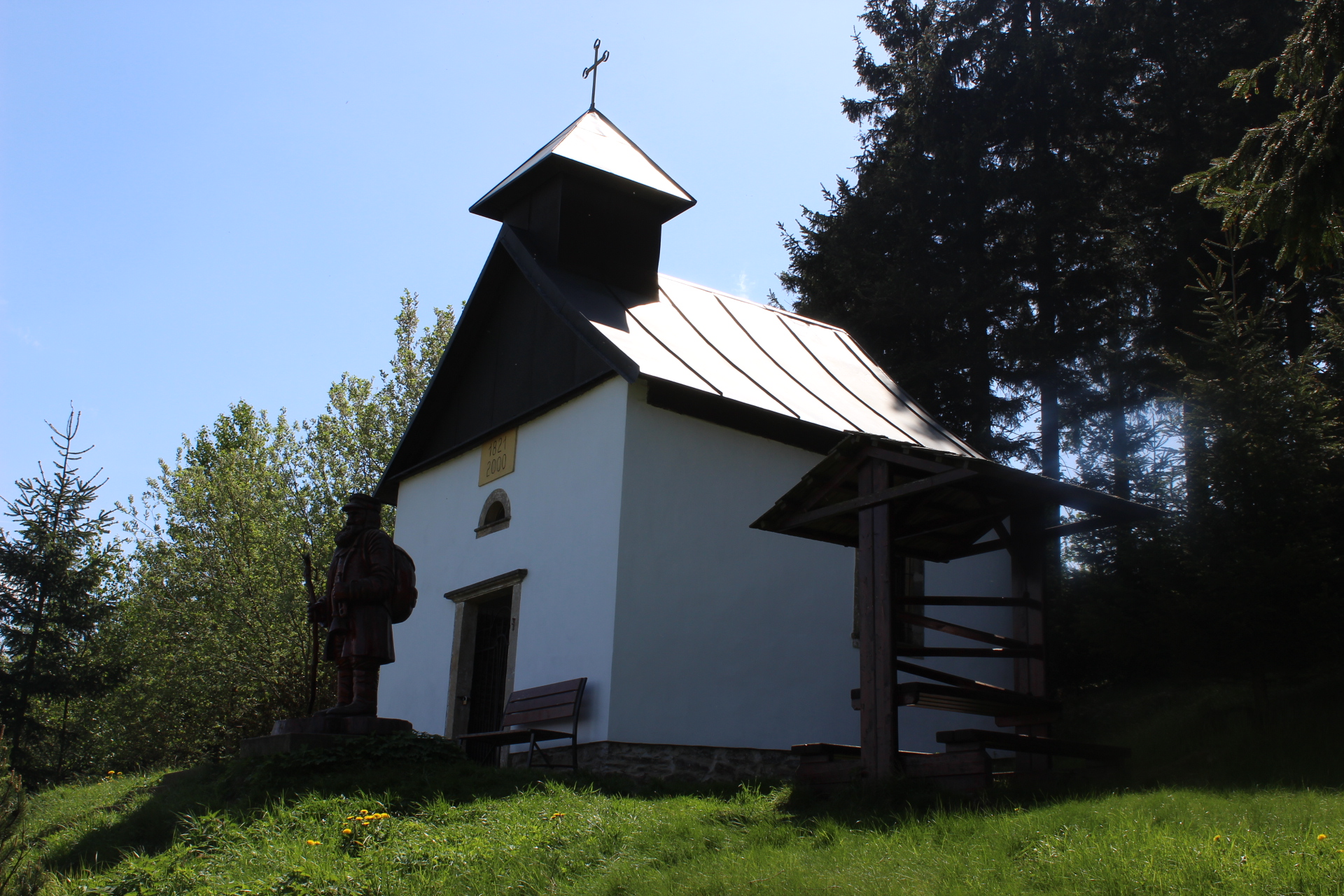
Kaple nanebevzetí Panny Marie
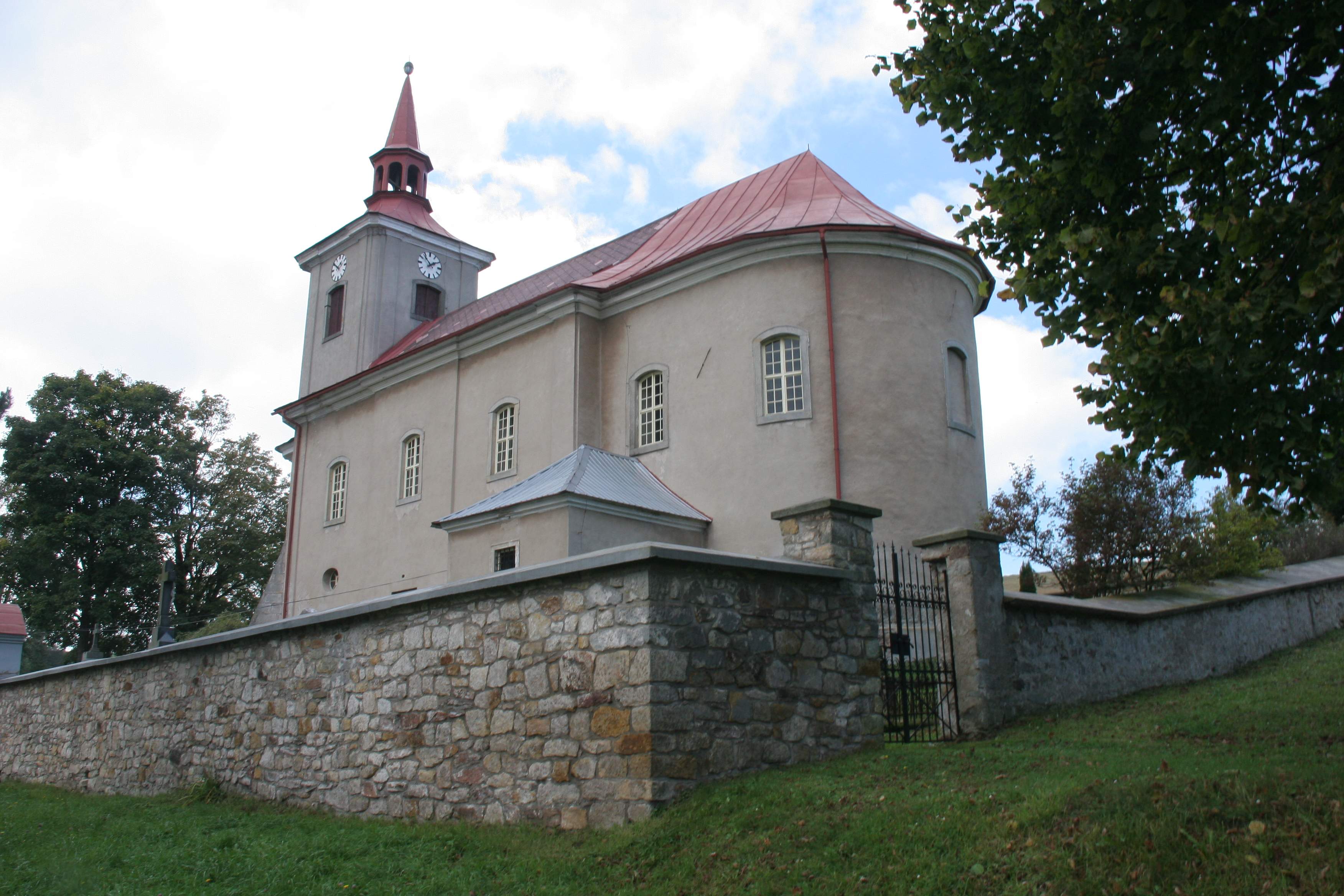
Kostel sv. Petra a Pavla